# Max Baucus
Max Sieben Baucus, född 11 december 1941 i Helena i Montana, är en amerikansk demokratisk politiker och diplomat. Han representerade Montana i båda kamrarna av USA:s kongress, först i representanthuset 1975–1978 och därefter i senaten 1978–2014.
Baucus avlade juristexamen vid Stanford University 1967 och verkade därefter som advokat. 1973–1974 var han ledamot av Montanas representanthus, därefter av USA:s representanthus 1975–1978. År 1978 blev han utnämnd till senaten att efterträda Paul G. Hatfield. Baucus valdes till sex sexåriga mandatperioder åren 1978, 1984, 1990, 1996, 2002 och 2008. Han avgick 2014 efter att ha blivit utnämnd till ambassadör i Kina.
Baucus framställs i valpropagandan som en moderat politiker.
Baucus är gift för tredje gången och har en son från första äktenskapet.